# Derecho médico
El Derecho Médico o legislación médica es la rama del Derecho que se ocupa de las normas y responsabilidades de los profesionales médicos y los derechos del paciente.

## Historia
Desde muy remotos tiempos han existido regulaciones relacionadas con el ejercicio profesional de la Medicina, prueba de ello es el antiguo Código de Hammurabi, que sancionaba con la mutilación de las manos al cirujano que lesionara los ojos de un paciente durante su proceso de curación. El Código estipulaba en su Ley 215 y 218: 
"Si un médico abre a alguien una gran herida con el cuchillo de bronce y lo cura, o si le operó una catarata en el ojo y lo curó recibirá diez sekel de plata. Si un médico hizo una operación grave con el bisturí de bronce y lo ha hecho morir, o bien si lo operó de una catarata en el ojo y destruyó el ojo de este hombre, se cortarán sus manos".
Con este pasaje que corresponde a más de 1800 años antes de nuestra era, ya podemos apreciar ciertos aspectos que actualmente se mantienen en el ejercicio profesional médico y la derivada responsabilidad legal médica.

## Actualidad
A pesar del reconocimiento internacional en nuestra época contemporánea, la denominación de Derecho Médico no existía. Sin embargo, un criterio expreso en ley, doctrina o jurisprudencia que pudiese habernos definido claramente el contenido de lo que es o podría ser considerado como Derecho Médico, y es de esta forma como, a través de la investigación encontramos dos conceptos referidos a esta materia: 
El primer concepto de Derecho Médico reconoce como autor al médico y abogado venezolano, Rafael Aguiar-Guevara, quien en su obra "Derecho Médico en Venezuela" (1996), define al Derecho Médico como: 
"El conjunto de normas jurídicas y preceptos ético-morales, de carácter Público y Privado, que regula la actividad del médico con motivo del ejercicio de su profesión, regula la relación médico-paciente y las consecuencias derivadas de la misma; estableciendo así los principios generales de la responsabilidad legal médica".
El autor define, como en todo concepto de Derecho (en general), un conjunto de normas jurídicas de control, pero además incluye las normas y preceptos éticos-morales, que, en su conjunto regularán al médico en su ejercicio profesional, ya que como hombre estaría regulado por las normas generales y especiales del Derecho. Se compone de normas y preceptos jurídicos de carácter Público y Privado, por cuanto el Derecho Médico está constituido por normas convergentes de Derecho Público y de Derecho Privado que protegen y garantizan los derechos de los pacientes, considerados individualmente, pero vigilando además lo concerniente a la Salud Pública, estableciendo un control general no solamente en el ejercicio privado de la profesión, sino también regulando y organizando aquellos servicios de atención médica pública dependientes del Estado. 
El Derecho médico realmente no define la relación médico-paciente, pero sí ciertamente, la regula y considera, con especial atención, en las consecuencias (jurídicas) de la misma, estableciendo así los principios generales de la responsabilidad legal médica. 
Años más tarde, se consigue otra definición del Derecho Médico, atribuida a Ángel Antonio Tullio, en estos términos: 
"El Derecho Médico se define como la rama del Derecho que trata de la relación y aplicación de las leyes comunes y estatutarias a los principios y procedimientos de la higiene, ciencias de la salud y administración pública".
Es oportuno mencionar la contribución histórica del desarrollo del Derecho Médico en Venezuela producto de la importante labor desempeñada por el referido autor Dr. Rafael Aguiar-Guevara. En este sentido el Dr. Luis Alejandro Angulo Fontiveros, médico, Individuo de Número de la Asociación Venezolana de Historia de la Medicina, en su obra "Resumen Cronológico de la Historia de la Medicina en Venezuela" nos confirma formal y oficialmente que el Dr. Rafael, Aguiar-Guevara:
1. En enero de 1999 fundó la primera Cátedra de derecho Médico en Venezuela, adscrita a la Dirección de la Escuela de Postgrado de la Universidad Católica Andrés Bello, en Caracas.
2. Funda la Asociación Venezolana de Derecho Médico el 8 de septiembre de 2000, la cual quedó registrada el 1 de diciembre de 2000 en la Oficina Subalterna de Registro, Cuarto Circuito, Municipio Libertador, Distrito Capital, número 28, Protocolo Primero, Tomo 14 y fue su Presidente-Fundador.
3. En julio de 2000, el Dr. Rafael Aguiar-Guevara se convierte en el primer venezolano en ser miembro activo de la Asociación Mundial de Derecho Médico (World Association for Medical Law) de la cual fue gobernador, y luego electo Secretary General (Secretario General) durante dos períodos consecutivos (2004-2008). Como en los Estatutos de dicha Asociación MUndial se estipulaba que el domicilio de la Asociación funcionaba en el domicilio de su  Secretario General, Venezuela se convirtió en su sede desde 2004 a 2008.
4. Se Constituye en Caracas el 6 de marzo de 2006 la Asociación Venezolana de Derecho a Morir con Dignidad, primera y única en su género. Se  registró y fue su Presidente el Dr. Rafael, Aguiar-Guevara, quien también fue su fundador.
Bajo estos principios podemos apreciar que en la mayoría de los países se han ido constituyendo Asociaciones o Sociedades que agrupan nacional, regional o internacionalmente a todos aquellos profesionales de cualquier área de la salud que se encuentran interesados en el Derecho Médico, basta nombrar algunas nacionales como: la Asociación Venezolana de Derecho Médico, la Asociación de Derecho Médico de Costa Rica, la Asociación Peruana de Derecho Médico, la Asociación Española de Derecho Sanitario, y muchas otras de carácter nacional; al conjunto con otras de carácter regional como: la Sociedad Iberoamericana de Derecho Médico, la Asociación Latinoamericana de Derecho Médico, y finalmente a manera ilustrativa, también existe una organización de carácter mundial que agrupa a sus miembros bajo la denominación de World Association for Medical Law, fundada en la ciudad de Ghent, Bélgica, en 1997, bajo la visión de futuro de su fundador Ralph Dierkens, de la Facultad de Leyes de la Universidad de Ghent, quien tuvo la visión de establecer una asociación profesional en la cual profesionales del Derecho y de la Medicina, dedicaran sus estudios a esta nueva disciplina.

## Origen
El Derecho médico es fundamentalmente civilista, en su origen, y no por menos, el recordado profesor, Dr. Arturo Ricardo Yungano, definió a la relación médico paciente como "Contrato de Asistencia Médica", durante el "Simposio de Malpraxis", organizado por el Consejo Federal de Entidades Médicas Colegiadas, en la ciudad de Buenos Aires, en octubre de 1979.
Se considera que el Derecho Médico es un derecho autónomo, y por ello algunos autores, declarando su independencia, no quieren subordinarlo como rama de la Medicina o del Derecho. Sin embargo, pudiese aceptarse como una disciplina autónoma del Derecho, que tiene sus propias fuentes del Derecho, sus propios principios, y sus propias características especiales, que lo diferencian de cualquier otra rama del Derecho. 
El Derecho médico es sustantivo y adjetivo, atendiendo a su particularidad de comprender normas jurídicas sustantivas (estableciendo normas de pleno de Derecho) y adjetivas (normas jurídicas de carácter procedimental), es fundamentalmente legislado, no atendiendo a las costumbres, sino por el contrario, obedeciendo a las normas jurídicas escritas y legisladas, producto bien de los Estados o de las Asociaciones Médicas autorizadas, que le sirven de fuentes al Derecho Médico, a la doctrina y a la jurisprudencia. Es muy dinámico, por lo cambiante de sus normativas y regulaciones caminando, o así lo intenta, a la par de los avances de la ciencia, siendo fundamentalmente pragmático. 

## Ámbito legal
Se ha intentado, en su concepción, limitar el Derecho Médico a la mera sustanciación de un juicio legal (civil o penal), contra un prestador de servicios de salud en una demanda judicial. De aceptarlo así, sería cercenar la plenitud del Derecho Médico, siendo un común malentendido. De acuerdo a la definición originaria del Derecho Médico, se entiende que sus normas reguladoras van desde el inicio de la vida y aún antes, atendiendo a la regulación jurídica del embrión y sus derechos, y la reproducción asistida como tal, pasando por los derechos del paciente, el contrato de asistencia médica y la relación médico-paciente en sí misma, las diversas regulaciones sobre historia clínica, consentimiento informado, medicina asistida por tecnología de informática y comunicaciones (MATIC), los aspectos jurídicos sobre las diversas especialidades médicas, el intrusismo en cualquiera de sus formas, las regulaciones del Estado sobre las características y requisitos que deben tener las instituciones prestadoras de servicios de salud, y finalmente, sobre las normas jurídicas relacionadas al derecho a morir con dignidad, eutanasia y muerte asistida. Por otra parte, existe la tendencia a tratar de confundir el Derecho Médico con Medicina legal. Y esto es un grave error. La Medicina legal se refiere exclusivamente a las ciencias médicas como auxiliar de justicia. Con la amplitud de todos sus campos (tanatología, medicina forense, toxicología forense, etc) llega a ser un capítulo del derecho Médico que, como explicado anteriormente trata de todos los aspectos jurídico a de la salud desde los derechos de concepturus hasta el otro extremo de la vida: el derecho a morir con dignidad si que se pueda limitar este estudio jurídico especial a la mera sustanciación de un juicio, civil o penal, por responsabilidad legal médica.

## Fundamentos
El Derecho Médico o legislación médica es la rama del Derecho que se ocupa de las normas y responsabilidades de los profesionales médicos y los derechos del paciente. 
Entre otras cuestiones se encuentran: el contrato de prestación de servicios médicos —derechos y deberes de las partes, diligencia profesional como pauta de conducta, obligaciones de medio y obligaciones de resultado en el ejercicio de la profesión médica-, la responsabilidad civil del médico, responsabilidad civil en equipo y las causas que agravan o reducen la responsabilidad, indemnizaciones y seguros, relaciones del médico con los colegios profesionales, necesidad de colegiación, publicidad e intrusismo, médicos de empresa, médicos forenses y médicos integrados en un sistema público nacional de sanidad.

### Relación médico-paciente
El conocimiento del Derecho Médico mejora la relación médico paciente, supera los niveles de calidad del ejercicio profesional médico, jerarquiza el servicio profesional e institucional médico y sin duda, logra el mejor posicionamiento de calidad.

### Mediación y arbitraje
La reducción de la judicialización de reclamos por la utilización de la mediación, conciliación y el arbitraje, es un elemental y eficaz mecanismo de acción, que incluso fue recepcionado por la OMS/OPS en una reunión especial en México en el 2002 y por su importancia fue agregado en los informes: "Mecanismos Regulatorios Internacionales en Salud y Seguridad Social" y "Nuevas Herramientas para la Defensa del Derecho a la Salud", elaborados por la Oficina Regional en Legislación de Salud.